# Бролетто

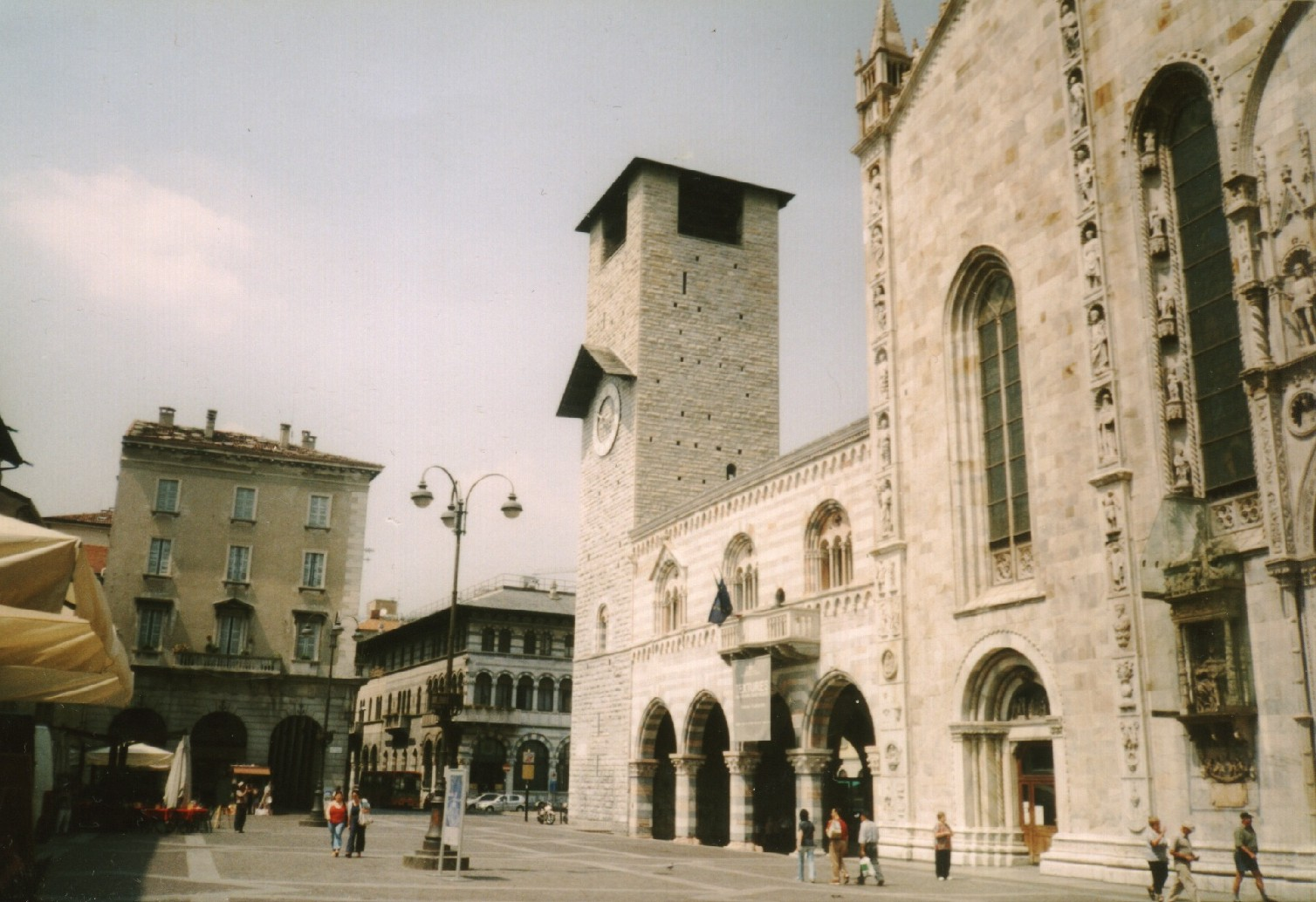
Бролетто в Комо (в центре, справа — здание собора)

Броле́тто (итал. broletto) — средневековая ратуша в Ломбардии с характерной архитектурой: открытый первый этаж, который был продолжением рынка и второй этаж, на котором размещалось городское управление. Название образовано как уменьшительное от лат. brolo, «огород», которое в средние века обозначало окружённое деревьями поле, где имперский князь-архиепископ[уточнить] вершил суд. В некоторых городах (Мантуя, Брешиа) здания аналогичного назначения и схожей архитектуры получили названия «дворцов Разума» (итал. Palazzo della Ragione, Палаццо делла Раджоне).
С упадком Римской империи масштабная торговля исчезла на многие века; лишь во времена Карла Великого в центрах городов появились эти типичные двухэтажные здания смешанного предназначения, наиболее ранним сохранившимся примером является Бролетто в Комо (1215 год). Здание было вторым по важности в городе после собора.
Готическая архитектура бролетто обычно включала башню с колоколами и высокий балкон, с которого
объявлялись решения городского совета. Бролетто часто располагалось поблизости от собора в связи с переплетением церковных и светских властей в то время.
Ч. Олдридж (англ. Charles Aldridge) выделяет бролетто в городах:
- Комо;
- Монца;
- Бергамо;
- Брешиа.